# UTZ Certified

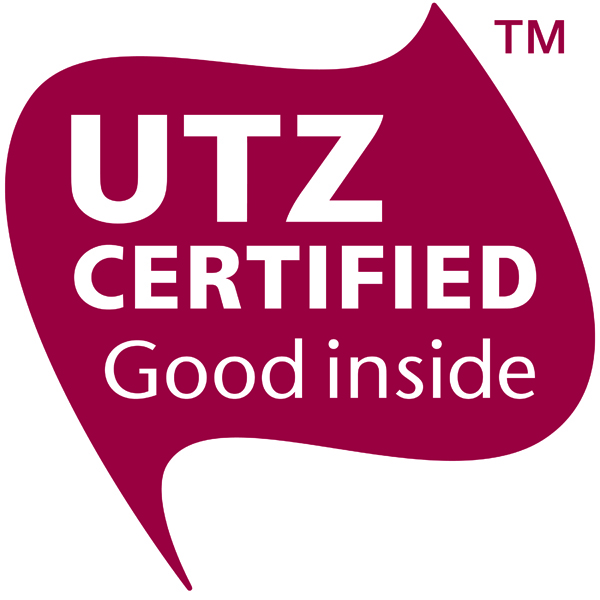
UTZ Certified-märkning

UTZ Certified, tidigare Utz Kapeh, är en certifiering av kaffe och kakao grundad 2002. Huvudkontoret ligger i Nederländerna. Till viss del påminner UTZ Certifed om Rättvisemärkt. För att certifieras måste man följa UTZ:s Code of Conduct.

## Uppförandekod
Certifieringsprogrammet baseras på UTZ Certified Code of Conduct vilket är ett antal sociala och miljöbetingade kriterier. UTZ-certifierade kaffetillverkare måste följa denna. UTZ:s uppförandekod baseras på protokollet "EUREPGAP Fruit and Vegetables" som togs fram av ledande europeiska detaljhandlare på 1990-talet. Detta protokoll anpassades senare av UTZ Certified till kaffeodling och kriterier från ILO:s stadgar har lagts till.

## UTZ Certified i Sverige
I Sverige säljs UTZ-certifierat kaffe bland annat av Ikea, Löfbergs Lila, Arvid Nordquist Classic Kaffe och under Icas eget varumärke. På chokladsidan hittas bl.a. Kalevs choklad som säljs I Sverige.

## Kritik
UTZ-certifieringen har liksom Rainforest Alliance kallats för "Fairtrade light" av kritiker då den inte erbjuder något minimipris för skörden. Detta gör att kaffe från UTZ-certifierade producenter är billigare än rättvisemärkta. Samtidigt gör det UTZ-certifierade producenter sårbara i och med kaffemarknadens höga prisfluktuationer.